# That's Right
"That's Right" é um single do álbum Ciara: The Evolution da cantora de R&B norte-americana, Ciara. Escrito por Ciara Harris, Jonathan Smith , LaMarquis Jefferson, Candice Nelson, Balewa Muhammad, e Jasper Cameron, a canção é construída em torno de amostras de Pretty Tony "Jam The Box" e "Fix It in the Mix". E com essa música Ciara voltou a trabalhar ao lado de Lil Jon responsável por sua single de estréia Goodies.

## Curiosidade
"That's Right" foi inicialmente confirmado como o quarto single oficial de Ciara: The Evolution, também foi concebido para ser o terceiro UK single do álbum. No entanto, foi decidido que "Can't Leave 'Em Alone" seria lançado em seu lugar. Havia rumores de que "That's Right" foi programado para lançamento como o próximo single após " Can't Leave 'Em Alone ", mas, eventualmente, foi cancelada por razões desconhecidas.